# VM i ishockey 2011
VM i ishockey 2011 er det 75. verdensmesterskab i ishockey, og mesterskabet arrangeres af IIHF og afvkles i fire niveauer. Det egentlige VM (også kaldet A-VM) spilles i Slovakiet i perioden 29. april – 15. maj 2011 med deltagelse af 16 hold. VM i de lavere rækker afvikles på forskellige terminer i april 2011:
1. division, gruppe A i Budapest, Ungarn i perioden 17. – 23. april 2011.
1. division, gruppe B i Kyiv, Ukraine i perioden 17. – 23. april 2011.
2. division, gruppe A i Melbourne, Australien i perioden 4. – 10. april 2011.
2. division, gruppe B i Zagreb, Kroatien i perioden 10. – 16. april 2011.
3. division i Cape Town, Sydafrika i perioden 11. – 17. april 2011.
I alt var 46 hold tilmeldt mesterskabet, men efter afbud fra Japan, Nordkorea og Mongoliet endte det endelige deltagerantal på 43.

## VM

### Værtsland
| Land      | Stemmer |
| --------- | ------- |
| Slovakiet | 70      |
| Sverige   | 20      |
| Ungarn    | 14      |

IIHF-kongressen tildelte den 19. maj 2006 værtskabet for afviklingen af mesterskabet til Slovakiet. Det bliver første gang, at Slovakiet skal arrangere VM, og kampene skal spilles i Bratislava og Kosice.
Fire lande havde ansøgt om værtskabet: Finland, Slovakiet, Sverige og Ungarn. Inden afstemningen om værtskabet trak Finland imidlertid sit kanditatur, så der kun var tre lande tilbage at stemme om. Resultatet af afstemningen er vist til højre.

### Værtsbyer og arenaer
Turneringen er delt mellem to byer, Bratislava og Košice, som hver stiller én arena til rådighed for kampene. 
|  | Zimný štadión Ondreja Nepelu i Bratislava har normalt en tilskuerkapacitet på 9.766, men under VM er kapaciteten reduceret til 9.246 og navnet midlertidigt ændret til Orange Arena. Arenaen er vært for kampene i gruppe A og D i den indledende runde, gruppe E i mellemrunden, de fire kvartfinaler, de to semifinaler, bronzekampen, finalen samt tre kampe i nedrykningsrunden – i alt 32 kampe. |
|  | Košický štadión Ladislava Trojáka i Košice har normalt plads til 8.347 tilskuere, men under VM er kapaciteten reduceret til 7.628, og arenaen er til lejligheden omdøbt til Steel Aréna. Under VM lægger hallen is til kampene i gruppe B og C i den indledende runde, gruppe F i mellemrunden og tre kampe i nedrykningsrunden – i alt 24 kampe.                                                     |

### Indledende runde
Holdene er blevet inddelt i fire grupper efter deres verdensranglisteplacering (angivet i parentes) efter sidste VM. 
| Gruppe A       |
| -------------- |
| Rusland (1)    |
| Slovakiet (8)  |
| Tyskland (9)   |
| Slovenien (19) |

| Gruppe B          |
| ----------------- |
| Canada (2)        |
| Schweiz (7)       |
| Hviderusland (10) |
| Frankrig (15)     |

| Gruppe C    |
| ----------- |
| Sverige (3) |
| USA (6)     |
| Norge (11)  |
| Østrig (14) |

| Gruppe D     |
| ------------ |
| Finland (4)  |
| Tjekkiet (5) |
| Letland (12) |
| Danmark (13) |

#### Gruppe A
| Dato  | Tid   | Kamp                  | Res. | Perioder               |
| ----- | ----- | --------------------- | ---- | ---------------------- |
| 29.4. | 16:15 | Tyskland – Rusland    | 2–0  | 0-0, 1-0, 1-0          |
| 29.4. | 20:15 | Slovakiet – Slovenien | 3–1  | 0-0, 1-1, 2-0          |
| 1.5.  | 16:15 | Rusland – Slovenien   | 6–4  | 1-0, 1-1, 4-3          |
| 1.5.  | 20:15 | Slovakiet – Tyskland  | 3–4  | 0-0, 0-3, 3-1          |
| 3.5.  | 16:15 | Slovenien – Tyskland  | 2–3  | 1-0, 1-1, 0-1 0-0, 0-1 |
| 3.5.  | 20:15 | Rusland – Slovakiet   | 4–3  | 2-1, 1-2, 1-0          |

| Hold      | Kampe | Mål+ | Mål− | Mål± | Point |
| --------- | ----- | ---- | ---- | ---- | ----- |
| Tyskland  | 3     | 9    | 5    | +4   | 8     |
| Rusland   | 3     | 10   | 9    | +1   | 6     |
| Slovakiet | 3     | 9    | 9    | 0    | 3     |
| Slovenien | 3     | 7    | 12   | −5   | 1     |

#### Gruppe B
| Dato  | Tid   | Kamp                    | Res. | Perioder          |
| ----- | ----- | ----------------------- | ---- | ----------------- |
| 29.4. | 16:15 | Schweiz – Frankrig      | 1–0  | 0-0, 0-0, 0-0 1-0 |
| 29.4. | 20:15 | Hviderusland – Canada   | 1–4  | 1-1, 0-1, 0-2     |
| 1.5.  | 16:15 | Canada – Frankrig       | 9–1  | 3-0, 2-1, 4-0     |
| 1.5.  | 20:15 | Schweiz – Hviderusland  | 4–1  | 1-0, 3-1, 0-0     |
| 3.5.  | 16:15 | Canada – Schweiz        | 4–3  | 0-1, 2-0, 1-2 1-0 |
| 3.5.  | 20:15 | Frankrig – Hviderusland | 2–1  | 1-0, 0-0, 0-1 1-0 |

| Hold         | Kampe | Mål+ | Mål− | Mål± | Point |
| ------------ | ----- | ---- | ---- | ---- | ----- |
| Canada       | 3     | 17   | 5    | +12  | 8     |
| Schweiz      | 3     | 8    | 5    | +3   | 6     |
| Frankrig     | 3     | 3    | 11   | −8   | 3     |
| Hviderusland | 3     | 3    | 10   | −7   | 1     |

#### Gruppe C
| Dato  | Tid   | Kamp             | Res. | Perioder               |
| ----- | ----- | ---------------- | ---- | ---------------------- |
| 30.4. | 16:15 | USA – Østrig     | 5–1  | 2-0, 1-1, 2-0          |
| 30.4. | 20:15 | Norge – Sverige  | 5–4  | 1-3, 2-0, 1-1 0-0, 1-0 |
| 2.5.  | 16:15 | USA – Norge      | 4–2  | 0-2, 0-0, 4-0          |
| 2.5.  | 20:15 | Sverige – Østrig | 3–0  | 1-0, 1-0, 1-0          |
| 4.5.  | 16:15 | Østrig – Norge   | 0–5  | 0-3, 0-1, 0-1          |
| 4.5.  | 20:15 | Sverige – USA    | 6–2  | 1-1, 3-0, 2-1          |

| Hold    | Kampe | Mål+ | Mål− | Mål± | Point |
| ------- | ----- | ---- | ---- | ---- | ----- |
| Sverige | 3     | 13   | 7    | +6   | 7     |
| USA     | 3     | 11   | 9    | +2   | 6     |
| Norge   | 3     | 12   | 8    | +4   | 5     |
| Østrig  | 3     | 1    | 13   | −12  | 0     |

#### Gruppe D
| Dato  | Tid   | Kamp               | Res. | Perioder               |
| ----- | ----- | ------------------ | ---- | ---------------------- |
| 30.4. | 16:15 | Finland – Danmark  | 5–1  | 0-0, 2-0, 3-1          |
| 30.4. | 20:15 | Tjekkiet – Letland | 4–2  | 1-1, 1-1, 2-0          |
| 2.5.  | 16:15 | Tjekkiet – Danmark | 6–0  | 1-0, 4-0, 1-0          |
| 2.5.  | 20:15 | Letland – Finland  | 2–3  | 0-1, 1-0, 1-1 0-0, 0-1 |
| 4.5.  | 16:15 | Danmark – Letland  | 3–2  | 1-0, 1-2, 0-0 0-0, 1-0 |
| 4.5.  | 20:15 | Finland – Tjekkiet | 1–2  | 0-0, 0-1, 1-1          |

| Hold     | Kampe | Mål+ | Mål− | Mål± | Point |
| -------- | ----- | ---- | ---- | ---- | ----- |
| Tjekkiet | 3     | 12   | 3    | +9   | 9     |
| Finland  | 3     | 9    | 5    | +4   | 5     |
| Danmark  | 3     | 4    | 13   | −9   | 2     |
| Letland  | 3     | 6    | 10   | −4   | 2     |

### Mellemrunde
De 12 hold, der sluttede på første-, anden- eller tredjepladsen i deres indledende grupper, gik videre til mellemrunden, hvor der bliver spillet om de otte pladser i kvartfinalerne. Holdene fra gruppe A og D samledes i gruppe E, der afvikles i Bratislava, mens holdene fra gruppe B og C blev samlet i gruppe F, som afvikles i Košice. Resultaterne af indbyrdes opgør mellem hold fra samme indledende gruppe blev overført til mellemrunden.

#### Gruppe E
| Dato | Tid   | Kamp                 | Res. | Perioder               |
| ---- | ----- | -------------------- | ---- | ---------------------- |
| 5.5. | 20:15 | Rusland – Danmark    | 4–3  | 1-2, 2-0, 1-1          |
| 6.5. | 16:15 | Tyskland – Finland   | 4–5  | 1-1, 3-2, 0-1 0-0, 0-1 |
| 6.5. | 20:15 | Tjekkiet – Slovakiet | 3–2  | 1-0, 0-1, 2-1          |
| 7.5. | 16:15 | Danmark – Tyskland   | 4–3  | 1-1, 1-1, 1-1 0-0, 1-0 |
| 7.5. | 20:15 | Finland – Slovakiet  | 2–1  | 0-1, 0-0, 2-0          |
| 8.5. | 16:15 | Tjekkiet – Rusland   | 3–2  | 2-0, 0-1, 1-1          |
| 9.5. | 12:15 | Slovakiet – Danmark  | 4–1  | 2-1, 0-0, 2-0          |
| 9.5. | 16:15 | Rusland – Finland    | 2–3  | 2-0, 0-2, 0-0 0-0, 0-1 |
| 9.5. | 20:15 | Tyskland – Tjekkiet  | 2–5  | 1-2, 0-3, 1-0          |

| Hold      | Kampe | Mål+ | Mål− | Mål± | Point |
| --------- | ----- | ---- | ---- | ---- | ----- |
| Tjekkiet  | 5     | 19   | 7    | +12  | 15    |
| Finland   | 5     | 16   | 10   | +6   | 10    |
| Tyskland  | 5     | 15   | 17   | −2   | 8     |
| Rusland   | 5     | 12   | 14   | −2   | 7     |
| Slovakiet | 5     | 13   | 14   | −1   | 3     |
| Danmark   | 5     | 9    | 22   | −13  | 2     |

#### Gruppe F
| Dato | Tid   | Kamp               | Res. | Perioder               |
| ---- | ----- | ------------------ | ---- | ---------------------- |
| 5.5. | 20:15 | Schweiz – Norge    | 2–3  | 0-2, 1-0, 1-1          |
| 6.5. | 16:15 | Canada – USA       | 4–3  | 0-0, 1-2, 2-1 0-0, 1-0 |
| 6.5. | 20:15 | Sverige – Frankrig | 4–0  | 3-0, 0-0, 1-0          |
| 7.5. | 16:15 | Norge – Canada     | 2–3  | 0-1, 0-1, 2-1          |
| 7.5. | 20:15 | USA – Frankrig     | 3–2  | 1-1, 2-0, 0-1          |
| 8.5. | 16:15 | Sverige – Schweiz  | 2–0  | 0-0, 0-0, 2-0          |
| 9.5. | 12:15 | Frankrig – Norge   | 2–5  | 1-3, 1-1, 0-1          |
| 9.5. | 16:15 | Schweiz – USA      | 5–3  | 2-1, 2-1, 1-1          |
| 9.5. | 20:15 | Canada – Sverige   | 3–2  | 2-1, 0-1, 1-0          |

| Hold     | Kampe | Mål+ | Mål− | Mål± | Point |
| -------- | ----- | ---- | ---- | ---- | ----- |
| Canada   | 5     | 23   | 11   | +12  | 13    |
| Sverige  | 5     | 18   | 10   | +8   | 10    |
| Norge    | 5     | 17   | 15   | +2   | 8     |
| USA      | 5     | 15   | 19   | −4   | 7     |
| Schweiz  | 5     | 11   | 12   | −1   | 6     |
| Frankrig | 5     | 5    | 22   | −17  | 1     |

### Kvartfinaler, semifinaler og finaler
Kvartfinalerne, semifinalerne, bronzekampen og finalen bliver alle spillet i Bratislava.
| Dato         | Tid   | Kamp               | Res. | Perioder      |
| ------------ | ----- | ------------------ | ---- | ------------- |
| Kvartfinaler |       |                    |      |               |
| 11.5.        | 16:15 | Tjekkiet – USA     | 4–0  | 1-0, 1-0, 2-0 |
| 11.5.        | 20:15 | Sverige – Tyskland | 5–2  | 2-1, 2-1, 1-0 |
| 12.5.        | 16:15 | Finland – Norge    | 4–1  | 0-0, 4-1, 0-0 |
| 12.5.        | 20:15 | Canada – Rusland   | 1–2  | 0-0, 1-0, 0-2 |
| Semifinaler  |       |                    |      |               |
| 13.5.        | 16:15 | Tjekkiet – Sverige | 2–5  | 0-0, 1-2, 1-3 |
| 13.5.        | 20:15 | Rusland – Finland  | 0–3  | 0-0, 0-1, 0-2 |
| Bronzekamp   |       |                    |      |               |
| 15.5.        | 16:00 | Tjekkiet – Rusland | 7–4  | 2-3, 3-1, 2-0 |
| Finale       |       |                    |      |               |
| 15.5.        | 20:30 | Sverige – Finland  | 1–6  | 0-0, 1-1, 0-5 |

|  | Kvartfinaler | Kvartfinaler | Kvartfinaler |         |   | Semifinaler | Semifinaler | Semifinaler |  |  | Finale | Finale  | Finale |
|  |              |              |              |         |   |             |             |             |  |  |        |         |        |
|  | E1           | Tjekkiet     | 4            |         |   |             |             |             |  |  |        |         |        |
|  | F4           | USA          | 0            |         |   |             |             |             |  |  |        |         |        |
|  | F4           | USA          | 0            |         |   | Tjekkiet    | 2           |             |  |  |        |         |        |
|  |              |              |              |         |   | Tjekkiet    | 2           |             |  |  |        |         |        |
|  |              |              | Sverige      | 5       |   |             |             |             |  |  |        |         |        |
|  | F2           | Sverige      | Sverige      | 5       | 5 |             |             |             |  |  |        |         |        |
|  | F2           | Sverige      |              |         | 5 |             |             |             |  |  |        |         |        |
|  | E3           | Tyskland     | 2            |         |   |             |             |             |  |  |        |         |        |
|  |              |              |              |         |   |             |             |             |  |  |        | Sverige | 1      |
|  |              |              |              | Finland | 6 |             |             |             |  |  |        |         |        |
|  | F1           | Canada       | 1            |         |   |             |             |             |  |  |        |         |        |
|  | E4           | Rusland      | 2            |         |   |             |             |             |  |  |        |         |        |
|  | E4           | Rusland      | 2            |         |   | Rusland     | 0           |             |  |  |        |         |        |
|  |              |              |              |         |   | Rusland     | 0           |             |  |  |        |         |        |
|  |              |              | Finland      | 3       |   |             |             |             |  |  |        |         |        |
|  | E2           | Finland      | Finland      | 3       | 4 |             |             |             |  |  |        |         |        |
|  | E2           | Finland      |              |         | 4 |             |             |             |  |  |        |         |        |
|  | F3           | Norge        | 1            |         |   |             |             |             |  |  |        |         |        |

### Medaljevindere
| Guld | Sølv | Bronze |
| --- | --- | --- |
| Finland | Sverige | Tjekkiet |
| Ossi Väänänen Lasse Kukkonen Topi Jaakola Mikko Koivu Tuomo Ruutu Sami Lepistö Jyrki Välivaara Janne Pesonen Janne Niskala Jani Lajunen Jarkko Immonen Anssi Salmela Petteri Nokelainen Petri Vehanen Niko Hovinen Teemu Lassila Mika Pyörälä Niko Kapanen Antti Pihlström Pasi Puistola Janne Lahti Juhamatti Aaltonen Jesse Joensuu Mikael Granlund Leo Komarov | Nicklas Grossman Oliver Ekman Larsson Daniel Fernholm David Rundblad Andreas Jämtin Mattias Tedenby Martin Thörnberg Carl Gunnarsson Mattias Sjögren Patrik Berglund Loui Eriksson David Petrasek Niklas Persson Staffan Kronwall Robert Nilsson Viktor Fasth Anders Nilsson Marcus Krüger Jakob Silfverberg Erik Ersberg Jimmie Ericsson Tim Erixon Rickard Wallin Mikael Backlund Magnus Pääjärvi-Svensson | Petr Čáslava Roman Červenka Patrik Eliáš Michael Frolík Martin Havlát Petr Hubáček Jaromír Jágr Jakub Kovář Lukáš Krajíček Jan Marek Radek Martínek Milan Michálek Zbyněk Michálek Ondřej Němec Jiří Novotný Ondřej Pavelec Tomáš Plekanec Petr Průcha Karel Rachůnek Tomáš Rolinek Martin Škoula Jakub Štěpánek Petr Vampola Jakub Voráček Marek Židlický |

### Nedrykningsrunde
Nedrykningsspillet foregik ved at de fire 4. pladser fra de indledende grupper, blev samlet i en gruppe, hvor de spillede alle mod alle. Nummer 1 og 2, Letland og Hviderusland blev oppe og spiller således også A-VM til VM 2012. Nummer 3 og 4, Østrig og Slovenien rykkede ned og spiller derfor i 1. division til VM 2012. Østrig og Slovenien var de to oprykkere fra VM 2010 og nåede derfor kun  at spille ét A-VM før de igen rykkede ned i 1. division.
| Dato | Tid   | Spillested | Kamp                     | Res. | Perioder      |
| ---- | ----- | ---------- | ------------------------ | ---- | ------------- |
| 5.5. | 16:15 | Bratislava | Slovenien – Letland      | 5–2  | 0-0, 3-0, 2-2 |
| 5.5. | 16:15 | Košice     | Hviderusland – Østrig    | 7–2  | 3-0, 2-0, 2-2 |
| 7.5. | 12:15 | Bratislava | Østrig – Slovenien       | 3–2  | 1-0, 1-2, 1-0 |
| 7.5. | 12:15 | Košice     | Hviderusland – Letland   | 3–6  | 1-3, 1-1, 1-2 |
| 8.5. | 20:15 | Bratislava | Slovenien – Hviderusland | 1–7  | 0-2, 1-3, 0-2 |
| 8.5. | 20:15 | Košice     | Letland – Østrig         | 4–1  | 2-0, 1-0, 1-1 |

| Hold         | Kampe | Mål+ | Mål− | Mål± | Point |
| ------------ | ----- | ---- | ---- | ---- | ----- |
| Letland      | 3     | 12   | 9    | +3   | 6     |
| Hviderusland | 3     | 17   | 9    | +8   | 6     |
| Østrig       | 3     | 6    | 13   | −7   | 3     |
| Slovenien    | 3     | 8    | 12   | −4   | 3     |

## 1. division
VM i 1. division havde deltagelse af 11 hold og var opdelt i to grupper med henholdsvis fem og seks hold. I hver gruppe spillede holdene en enkeltturnering alle-mod-alle, og de to gruppevindere rykkede op i den bedste række til VM 2012, mens de to hold, der sluttede på sidstepladserne, rykkede et niveau ned til VM 2012. Grupperne blev vundet af Italien og Kasakhstan, der dermed skal spille A-VM til VM 2012. De to nedrykkere blev Spanien og Estland, der derfor begge skal spille i 2. division til VM 2012.

### Gruppe A
Gruppe A blev spillet i Papp László Budapest Sportaréna i Budapest, Ungarn i perioden 17. – 23. april 2011. Turneringen skulle have haft deltagelse af seks hold, men eftersom Japan meldte afbud på grund af katastrofesituationen i landet efter jordskælvet ved Sendai, blev den gennemført med kun fem hold. Eftersom IIHF betragtede afbuddet som en force majeure-situation, fik Japan lov at beholde sin seedning og status som 1. divisionshold i 2012, og dermed rykkede Spanien, der sluttede på femtepladsen ned i 2. division.
Turneringen blev vundet af Italien, som i den afgørende kamp om førstepladsen, efter overtid besejrede værtslandet Ungarn med 4-3. Dermed sikrede Italien sig tilbagevenden til A-VM efter kun én sæson i 1. division.
| Dato  | Tid   | Kamp               | Res.  | Perioder          |
| ----- | ----- | ------------------ | ----- | ----------------- |
| 17.4. | 16:00 | Spanien – Italien  | 0–2   | 0-0, 0-1, 0-1     |
| 17.4. | 19:30 | Holland – Ungarn   | 3–7   | 0-4, 2-1, 1-2     |
| 18.4. | 16:00 | Italien – Holland  | 3–2   | 2-1, 1-1, 0-0     |
| 18.4. | 19:30 | Ungarn – Sydkorea  | 6–3   | 3-1, 0-0, 3-2     |
| 20.4. | 16:00 | Spanien – Holland  | 2–8   | 0-4, 0-2, 2-2     |
| 20.4. | 19:30 | Italien – Sydkorea | 6–0   | 1-0, 2-0, 3-0     |
| 22.4. | 16:00 | Holland – Sydkorea | 3–6   | 1-1, 2-4, 0-1     |
| 22.4. | 19:30 | Ungarn – Spanien   | 13–10 | 5-0, 3-0, 5-1     |
| 23.4. | 16:00 | Sydkorea – Spanien | 2–3   | 0-1, 1-0, 1-1 0-1 |
| 23.4. | 19:30 | Italien – Ungarn   | 4–3   | 3-1, 0-1, 0-1 1-0 |

| Hold     | Kampe        | Mål          | Point        |
| -------- | ------------ | ------------ | ------------ |
| Italien  | 4            | 15-5         | 11           |
| Ungarn   | 4            | 29-11        | 10           |
| Sydkorea | 4            | 11-18        | 4            |
| Holland  | 4            | 16-18        | 3            |
| Spanien  | 4            | 06-25        | 2            |
| Japan    | Meldte afbud | Meldte afbud | Meldte afbud |

### Gruppe B
Gruppe B blev spillet i Kyivskyi Palats Sportu i Kyiv, Ukraine i perioden 17. – 23. april 2011. Gruppen blev vundet af Kasakhstan, som dermed sikrede sig oprykning igen til A-VM efter kun én sæson i 1. division.
| Dato  | Tid   | Kamp                        | Res. | Perioder          |
| ----- | ----- | --------------------------- | ---- | ----------------- |
| 17.4. | 13:30 | Estland – Kasakhstan        | 1–5  | 0-2, 1-1, 0-2     |
| 17.4. | 17:00 | Litauen – Polen             | 1–5  | 1-2, 0-2, 0-1     |
| 17.4. | 20:30 | Storbritannien – Ukraine    | 5–3  | 0-1, 3-2, 2-0     |
| 18.4. | 13:30 | Polen – Estland             | 8–3  | 1-0, 2-1, 5-2     |
| 18.4. | 17:00 | Kasakhstan – Storbritannien | 2–1  | 0-1, 1-0, 1-0     |
| 18.4. | 20:30 | Ukraine – Litauen           | 5–1  | 2-0, 1-1, 2-0     |
| 20.4. | 13:30 | Kasakhstan – Litauen        | 7–0  | 2-0, 3-0, 2-0     |
| 20.4. | 17:00 | Estland – Storbritannien    | 0–7  | 0-7, 0-0, 0-0     |
| 20.4. | 20:30 | Ukraine – Polen             | 4–1  | 1-0, 3-1, 0-0     |
| 21.4. | 13:30 | Storbritannien – Litauen    | 5–2  | 4-0, 1-1, 0-1     |
| 21.4. | 17:00 | Polen – Kasakhstan          | 2–4  | 0-2, 0-1, 2-1     |
| 21.4. | 20:30 | Ukraine – Estland           | 5–2  | 1-0, 4-2, 0-0     |
| 23.4. | 12:30 | Litauen – Estland           | 5–2  | 2-1, 1-1, 2-0     |
| 23.4. | 16:00 | Polen – Storbritannien      | 2–3  | 1-2, 1-0, 0-1     |
| 23.4. | 19:30 | Kasakhstan – Ukraine        | 3–2  | 0-0, 1-1, 1-1 1-0 |

| Hold           | Kampe | Mål   | Point |
| -------------- | ----- | ----- | ----- |
| Kasakhstan     | 5     | 21-6  | 14    |
| Storbritannien | 5     | 21-9  | 12    |
| Ukraine        | 5     | 19-12 | 10    |
| Polen          | 5     | 18-15 | 6     |
| Litauen        | 5     | 9-24  | 3     |
| Estland        | 5     | 8-30  | 0     |

## 2. division
VM i 2. division har deltagelse af 12 hold og er opdelt i to grupper med seks hold. I hver gruppe spiller de seks hold en enkeltturnering alle-mod-alle, og de to gruppevindere rykker op i 1. division til VM 2012, mens de to hold, der slutter på sjettepladserne, rykker et niveau ned til VM 2012.

### Gruppe A
Gruppe A bliver spillet i Medibank Icehouse i Melbourne, Australien i perioden 4. – 10. april 2011. Gruppen skulle have haft deltagelse af seks hold, men eftersom Nordkorea meldte afbud, blev deltagerfeltet reduceret til fem hold.
| Dato  | Tid   | Kamp                     | Res. | Perioder      |
| ----- | ----- | ------------------------ | ---- | ------------- |
| 4.4.  | 13:00 | Belgien – Serbien        | 3–2  | 1-1, 2-0, 0-1 |
| 4.4.  | 16:30 | Nordkorea – New Zealand  | 0–5  | Uden kamp     |
| 4.4.  | 20:00 | Australien – Mexico      | 11–1 | 1-0, 4-0, 6-1 |
| 5.4.  | 15:45 | Mexico – Nordkorea       | 5–0  | Uden kamp     |
| 5.4.  | 19:15 | Serbien – New Zealand    | 6–4  | 4-1, 0-0, 2-3 |
| 6.4.  | 20:00 | Australien – Belgien     | 5–3  | 0-0, 3-1, 2-2 |
| 7.4.  | 13:00 | Serbien – Mexico         | 7–0  | 1-0, 4-0, 2-0 |
| 7.4.  | 16:30 | Belgien – New Zealand    | 0–5  | 0-2, 0-3, 0-0 |
| 7.4.  | 20:00 | Australien – Nordkorea   | 5–0  | Uden kamp     |
| 8.4.  | 20:00 | Nordkorea – Serbien      | 0–5  | Uden kamp     |
| 9.4.  | 16:30 | Mexico – Belgien         | 2–8  | 1-1, 0-3, 1-4 |
| 9.4.  | 20:00 | New Zealand – Australien | 0–2  | 0-0, 0-2, 0-0 |
| 10.4. | 13:00 | Belgien – Nordkorea      | 5–0  | Uden kamp     |
| 10.4. | 15:45 | New Zealand – Mexico     | 5–0  | 1-0, 2-0, 2-0 |
| 10.4. | 19:15 | Serbien – Australien     | 2–4  | 1-2, 0-1, 1-1 |

| Hold        | Kampe | Mål   | Point |
| ----------- | ----- | ----- | ----- |
| Australien  | 5     | 27-6  | 15    |
| New Zealand | 5     | 19-8  | 9     |
| Serbien     | 5     | 22-11 | 9     |
| Belgien     | 5     | 19-14 | 9     |
| Mexico      | 5     | 08-31 | 3     |
| Nordkorea   | 5     | 00-25 | 0     |

### Gruppe B
Gruppe B blev spillet i Dom Športova i Zagreb, Kroatien i perioden 10. – 16. april 2011.
| Dato  | Tid   | Kamp                 | Res.  | Perioder      |
| ----- | ----- | -------------------- | ----- | ------------- |
| 10.4. | 13:00 | Rumænien – Kina      | 9–4   | 5-1, 1-2, 3-1 |
| 10.4. | 16:30 | Irland – Bulgarien   | 0–6   | 0-2, 0-4, 0-0 |
| 10.4. | 20:00 | Island – Kroatien    | 0–9   | 0-3, 0-3, 0-3 |
| 11.4. | 13:00 | Kina – Irland        | 5–0   | 0-0, 2-0, 3-0 |
| 11.4. | 16:30 | Rumænien – Island    | 4–2   | 0-1, 2-1, 2-0 |
| 11.4. | 20:00 | Kroatien – Bulgarien | 17–20 | 4-0, 9-1, 4-1 |
| 13.4. | 13:00 | Island – Bulgarien   | 3–2   | 0-0, 3-0, 0-2 |
| 13.4. | 16:30 | Rumænien – Irland    | 22–00 | 6-0, 8-0, 8-0 |
| 13.4. | 20:00 | Kroatien – Kina      | 5–2   | 1-1, 3-0, 1-1 |
| 15.4. | 13:00 | Bulgarien – Rumænien | 01–10 | 0-3, 1-5, 0-2 |
| 15.4. | 16:30 | Kina – Island        | 3–5   | 1-1, 1-3, 1-1 |
| 15.4. | 20:00 | Irland – Kroatien    | 04–21 | 1-7, 0-6, 3-8 |
| 16.4. | 13:30 | Bulgarien – Kina     | 06–12 | 0-2, 4-5, 2-5 |
| 16.4. | 16:30 | Island – Irland      | 14–00 | 6-0, 5-0, 3-0 |
| 16.4. | 20:00 | Kroatien – Rumænien  | 1–2   | 1-0, 0-1, 0-1 |

| Hold      | Kampe | Mål   | Point |
| --------- | ----- | ----- | ----- |
| Rumænien  | 5     | 47-08 | 15    |
| Kroatien  | 5     | 53-10 | 12    |
| Island    | 5     | 24-18 | 9     |
| Kina      | 5     | 26-25 | 6     |
| Bulgarien | 5     | 17-42 | 3     |
| Irland    | 5     | 04-68 | 0     |

## 3. division
VM i 3. division havde deltagelse af fem hold, som spillede en enkeltturnering alle-mod-alle, og kampene afvikledes i The Ice Station i Cape Town, Sydafrika i perioden 11. – 17. april 2011. Vinderen, Israel, og toeren, Sydafrika, rykkede op i 2. division til VM 2012. Turneringen skulle oprindeligt have haft deltagelse af seks hold, men eftersom Mongoliet meldte afbud, blev den gennemført med kun fem hold.
| Dato  | Tid   | Kamp                    | Res.  | Perioder          |
| ----- | ----- | ----------------------- | ----- | ----------------- |
| 11.4. | 13:00 | Tyrkiet – Mongoliet     | 5–0   | Uden kamp         |
| 11.4. | 16:00 | Grækenland – Luxembourg | 00–20 | 0-5, 0-7, 0-8     |
| 11.4. | 19:45 | Sydafrika – Israel      | 5–6   | 2-1, 2-2, 1-2 0-1 |
| 12.4. | 13:00 | Mongoliet – Grækenland  | 0–5   | Uden kamp         |
| 12.4. | 16:00 | Israel – Luxembourg     | 11–10 | 4-0, 4-0, 3-1     |
| 12.4. | 19:45 | Tyrkiet – Sydafrika     | 01–11 | 0-5, 1-3, 0-3     |
| 14.4. | 13:00 | Israel – Mongoliet      | 5–0   | Uden kamp         |
| 14.4. | 16:00 | Tyrkiet – Grækenland    | 16–00 | 6-0, 4-0, 6-0     |
| 14.4. | 19:45 | Sydafrika – Luxembourg  | 5–2   | 1-1, 1-0, 3-1     |
| 15.4. | 13:00 | Mongoliet – Sydafrika   | 0–5   | Uden kamp         |
| 15.4. | 16:00 | Luxembourg – Tyrkiet    | 5–6   | 1-1, 1-2, 3-3     |
| 15.4. | 19:45 | Grækenland – Israel     | 02–26 | 0-6, 0-8, 2-12    |
| 17.4. | 13:00 | Luxembourg – Mongoliet  | 5–0   | Uden kamp         |
| 17.4. | 16:00 | Israel – Tyrkiet        | 9–1   | 3-1, 5-0, 1-0     |
| 17.4. | 19:45 | Sydafrika – Grækenland  | 17–00 | 4-0, 6-0, 7-0     |

| Hold       | Kampe | Mål   | Point |
| ---------- | ----- | ----- | ----- |
| Israel     | 5     | 57-09 | 14    |
| Sydafrika  | 5     | 43-09 | 13    |
| Tyrkiet    | 5     | 29-25 | 9     |
| Luxembourg | 5     | 33-22 | 6     |
| Grækenland | 5     | 07-79 | 3     |
| Mongoliet  | 5     | 00-25 | 0     |